# Átkozott boszorkák
Az Átkozott boszorkák (eredeti cím: Practical Magic) 1998-ban bemutatott amerikai romantikus fantasyfilm, melyet Griffin Dunne rendezett. A forgatókönyvet Robin Swicord, Akiva Goldsman és Adam Brooks írta, Alice Hoffman azonos című könyvéből. A főbb szerepekben Sandra Bullock, Nicole Kidman és Goran Višnjić látható.

## Szereplők
| Színész            | Szerep                 | Magyar hang          |
| ------------------ | ---------------------- | -------------------- |
| Sandra Bullock     | Sally Owens            | Für Anikó            |
| Nicole Kidman      | Gillian Owens          | Orosz Helga          |
| Stockard Channing  | Frances Owens          | Tóth Judit           |
| Dianne Wiest       | Bridget Owens          | Halász Aranka        |
| Goran Višnjić      | Jimmy Angelov          | Haás Vander Péter    |
| Aidan Quinn        | Gary Hallet            | Szabó Sipos Barnabás |
| Evan Rachel Wood   | Kylie Owens            | Bogdányi Titanilla   |
| Alexandra Artrip   | Antonia Owens          | Dezséri Dóra         |
| Caprice Benedetti  | Maria Owens            |                      |
| Camilla Belle      | Sally Owens fiatalon   |                      |
| Lora Anne Criswell | Gillian Owens fiatalon |                      |
| Mark Feuerstein    | Michael                | Holl Nándor          |
| Margo Martindale   | Linda Bennett          | Némedi Mari          |
| Martha Gehman      | Patty                  | Zsolnay Júlia        |